# Brian Scalabrine
Brian David Scalabrine, né le 18 mars 1978 à Long Beach en Californie, est un joueur américain de basket-ball évoluant au poste d'ailier fort. Depuis la fin de sa carrière, il est devenu entraîneur.
Recruté au 35e rang de la draft 2001 de la NBA par les Nets du New Jersey, Brian Scalabrine quitte les Nets après quatre saisons pour les Celtics de Boston. En 2008, Scalabrine devient champion NBA avec les Celtics. Il est recruté par les Bulls de Chicago comme agent libre à l'été 2010.

## Carrière en NBA

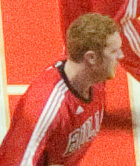
Brian Scalabrine s'échauffant avant le match de la finale de la Conférence Est de la NBA du 26 mai 2011 contre le Miami Heat.

### Débuts avec les Nets
Brian Scalabrine est sélectionné au cinquième rang du deuxième tour de la Draft 2001 de la NBA (39e au total) par les Nets du New Jersey. Il joue son premier match en NBA le 28 janvier 2002 contre les Bucks de Milwaukee. Les Nets atteignent la finale en 2002 et 2003 mais Scalabrine ne participe pas beaucoup à ces deux campagnes, ne commençant que sept rencontres. Sa moyenne de points par match s'élève lors de la saison 2004-2005 à 6,3 points par rencontre. Qualifiée de justesse pour les playoffs, la franchise rencontre le Heat de Miami et perd 4 matchs à 0. Scalabrine commence trois de ces quatre rencontres mais n'inscrit que 2,3 points par match. Non prolongé par les Nets, il se retrouve libre de signer un contrat avec la franchise de son choix.

### Titre avec les Celtics
Scalabrine signe comme agent libre avec les Celtics de Boston le 2 août 2005. Il reste cinq saisons dans l'équipe de Boston, devenant un des joueurs emblématiques du club malgré son faible temps de jeu. Scalabrine n'est pas transféré lors de l'été 2007 alors que le club se restructure totalement pour créer le Big Three. À la fin de la saison 2007-2008 des Celtics de Boston, Brian Scalabrine est sacré champion NBA avec ses coéquipiers des Celtics. Il reste un joueur de la rotation des Celtics lors des deux années suivantes, contribuant avec un rôle majeur à la campagne jusqu'en finale à nouveau en 2010. Boston perd contre les Lakers de Los Angeles et laisse Scalabrine en agent libre.

### Bulls de Chicago
Brian Scalabrine signe comme agent libre avec les Bulls de Chicago le 28 septembre 2010, lors de la saison 2011-2012 il devient le chouchou du United Center et est surnommé le White Mamba (en référence au surnom de Kobe Bryant, Black Mamba) en raison de certaines actions spectaculaires et surprenantes qu'il réalise.

### Entraîneur-adjoint
Après sa carrière de joueur, Scalabrine se reconvertit comme entraîneur et obtient une place dans l'équipe de Mark Jackson qui entraîne les Warriors du Golden State. Fin mars 2014, Jackson s'en sépare et l'envoie dans l'équipe d'entraîneurs des Warriors de Santa Cruz, considérant que Scalabrine et lui ont des philosophies différentes.

## Palmarès
- Champion NBA en 2008 avec les Celtics de Boston.
- Finales NBA avec les Nets du New Jersey en 2002 contre les Lakers de Los Angeles, et en 2003 contre les Spurs de San Antonio.
- Finales NBA avec les Celtics de Boston en 2010 contre les Lakers de Los Angeles.
- Champion de la Conférence Est en 2002 et 2003 avec les Nets du New Jersey.
- Champion de la Conférence Est en 2008 et 2010 avec les Celtics de Boston.
- Champion de la Division Atlantique en 2002, 2003 et 2004 avec les Nets du New Jersey.
- Champion de la Division Atlantique en 2008, 2009 et 2010 avec les Celtics de Boston.
- Champion de la Division Centrale en 2011 et 2012 avec les Bulls de Chicago.

## Records sur une rencontre en NBA
Les records personnels de Brian Scalabrine en NBA sont les suivants, :
| Type de statistique        | Saison régulière | Saison régulière               | Saison régulière | Playoffs | Playoffs             | Playoffs      |
| Type de statistique        | Record           | Adversaire                     | Date             | Record   | Adversaire           | Date          |
| -------------------------- | ---------------- | ------------------------------ | ---------------- | -------- | -------------------- | ------------- |
| Points                     | 29               | @ Warriors de Golden State     | 26 janvier 2005  | 17       | @ Pistons de Détroit | 14 mai 2004   |
| Paniers marqués            | 12               | @ Warriors de Golden State     | 26 janvier 2005  | 6        | @ Pistons de Détroit | 14 mai 2004   |
| Paniers tentés             | 17               | @ Warriors de Golden State     | 26 janvier 2005  | 7        | 2 fois               | 2 fois        |
| Paniers à 3 points réussis | 4                | 2 fois                         | 2 fois           | 4        | @ Pistons de Détroit | 14 mai 2004   |
| Paniers à 3 points tentés  | 9                | Knicks de New York             | 28 février 2007  | 4        | 2 fois               | 2 fois        |
| Lancers francs réussis     | 8                | Hornets de La Nouvelle-Orléans | 18 novembre 2003 | 2        | 5 fois               | 5 fois        |
| Lancers francs tentés      | 8                | 3 fois                         | 3 fois           | 4        | Pistons de Détroit   | 9 mai 2004    |
| Rebonds offensifs          | 7                | @ Warriors de Golden State     | 23 janvier 2003  | 2        | 4 fois               | 4 fois        |
| Rebonds défensifs          | 9                | 76ers de Philadelphie          | 17 avril 2005    | 3        | 4 fois               | 4 fois        |
| Rebonds totaux             | 11               | 2 fois                         | 2 fois           | 4        | 2 fois               | 2 fois        |
| Passes décisives           | 5                | 6 fois                         | 6 fois           | 2        | 4 fois               | 4 fois        |
| Interceptions              | 3                | 5 fois                         | 5 fois           | 1        | 6 fois               | 6 fois        |
| Contres                    | 3                | Knicks de New York             | 28 février 2007  | 2        | Magic d'Orlando      | 6 mai 2009    |
| Balles perdues             | 4                | 2 fois                         | 2 fois           | 3        | @ Heat de Miami      | 26 avril 2005 |
| Minutes jouées             | 45               | @ Raptors de Toronto           | 15 avril 2005    | 35       | Magic d'Orlando      | 6 mai 2009    |

- Double-double : 2
- Triple-double : 0